# Сайкудук
Сайкуду́к (каз. Сайқұдық) — село у складі Акжаїцького району Західноказахстанської області Казахстану. Входить до складу Курайлисайського сільського округу.
Населення — 509 осіб (2021; 840 у 2009, 1062 у 1999, 1273 у 1989).